# Die Besucherin
Die Besucherin ist ein deutsches Filmdrama aus dem Jahr 2008. Der von Lola Randl inszenierte Film hatte auf der Berlinale 2008 seine Weltpremiere. Am 14. Mai 2009 kam er in die deutschen Kinos.

## Handlung
Agnes ist eine erfolgreiche Neurowissenschaftlerin, auch privat läuft bei ihr alles bestens. Nach außen. Denn nach innen lebt Agnes völlig lethargisch vor sich hin, isoliert sich ganz von ihren Mitmenschen. Unnahbar lebt sie neben ihrer Familie, ihrem Mann Walter und der Tochter Leni. Alles geht seinen geregelten Gang, selbst ein Verkehrstoter und ihr mysteriöser Nachbar belassen sie in ihrem Trott. Bis eines Tages Agnes chaotische Schwester Karola hereinstürzt und ihr einen Schlüssel aufschwatzt. Karola selbst will in einen sehr spontanen Urlaub fahren und schiebt die Verantwortung für die Betreuung einer Wohnung auf Agnes ab. Das heißt Blumen gießen, Briefkasten leeren, nichts Besonderes.
Doch die fremde Wohnung, die vermutlich einem Bekannten ihrer Schwester gehört und überstürzt verlassen worden sein muss, übt eine seltsame Faszination auf Agnes aus. Hier findet sie einen Rückzugsort. Langsam kommt Agnes dem Geheimnis der Bewohner der leeren Wohnung auf die Spur: Es gehört dem Ehepaar Bruno und Theresa. Die Frau ist offensichtlich ihrem Geliebten nach Korsika nachgereist und dort bei einem Verkehrsunfall ums Leben gekommen. Danach muss ihr Ehemann aus der Wohnung verschwunden sein.
Als Agnes eines Tages in der leeren Wohnung im Bett liest, kommt Bruno nach Hause. Sie stellt sich schlafend, er legt sich zu ihr und schläft mit ihr, ohne dass er versucht, sie zu wecken, oder dass sie ihn anschaut. Agnes fühlt sich von Bruno angezogen, und es entwickelt sich eine seltsame Beziehung zwischen den beiden, die sich gar nicht kennen. Bruno versucht, mit ihren Besuchen die Trauer über den Verlust seiner Frau zu verdrängen. Gemeinsam leben sie beide den Alltag eines Liebespaares, das sie in Wirklichkeit nicht sind. Bruno nimmt sie sogar mit auf eine Party, wo er sie als seine Frau ausgibt – während ihr wirklicher Ehemann die Trennung vorbereitet, da er mit seiner körperlich und geistig abwesenden Frau nicht weiterleben möchte.

## Auszeichnungen
- 2008: Nominierung für den Prix Genève-Europe, den Europäischen Fernsehpreis in der Kategorie „Beste Fiction: Drehbuch eines Nachwuchsautoren“

## Kritiken
- „Wo eine solche Geschichte auch zu einem schwülstigen Melodram oder einem anstrengenden Emanzipationsfilm hätte werden können, da erfrischt DIE BESUCHERIN durch den klugen und stillen Witz der Regisseurin, die fein organisierten, fast beiläufigen Dialoge und das glänzende Schauspiel der Hauptdarsteller Sylvana Krappatsch, André Jung und Samuel Finzi. Die Kamera von Philipp Pfeiffer lässt den Protagonisten ausreichend Raum und kommt der Besucherin dann am nächsten, wenn sie nur umrisshaft oder als Silhouette erkennbar ist – in jenen Momenten wird die Zerbrechlichkeit sichtbar, die Agnes für sich wiederentdecken will.“ (critic.de)
- „Der an intensiven, beobachtenden Kinobildern reiche, mit französischem Flair inszenierte Film verbietet sich eine Eruption. Er bleibt seiner Figur nah, in all ihrer Unnahbarkeit. Es ist unbequem, das zu beobachten, aber das Unbehagen verbindet sich mit dem Eindruck der Dringlichkeit, mit dem unerschrockenen Blick auf eine von lauter unglücklichen Zeitgenossen bevölkerte Krisenrepublik, die lieber den Stillstand pflegt, als inne zu halten, das Steuer loszulassen und vielleicht die Spur zu wechseln.“ (film-dienst)
- „Schon in der Auslotung der familiären Strukturen entpuppt sich Lola Randl als auffallend phänomenologische Beobachterin, der jede platte Psychologisierung zutiefst zuwider zu sein scheint.“ (ARTE)